# Семейство Уизли
Семейство Уизли са измислено семейство от поредицата за Хари Потър. Те са изцяло чистокръвни и до един-червенокоси. Също така те са магьосническото семейството с най-много родоотстъпници.

## Артър Уизли
Служител в министерството на магията и любител на мъгъли. Негова е и летящата кола от „Хари Потър и стаята на тайните“.
Заедно с жена си и децата си живеят в „Хралупата“. Баща е на Рон Уизли, Джини Уизли и Фред и Джордж Уизли, както и на Пърси и Бил и Чарли и, впоследствие-свекър на Флъор Делакор, Хърмаяни Грейнджър, Анджелина Джонсън и Одри, тъст на Хари Потър. Женен е за Моли Уизли. Член на Орденът на феникса.

## Моли Уизли
Съпруга на Артър Уизли, майка на децата му и домакиня. Тя много обича Хари Потър и му е като втора майка. Членка е на Ордена на феникса. Убива Белатрикс Лестранж, в битката за Хогуортс.

## Рон Уизли
Най-добър приятел на Хари, син на Моли и Артър Уизли и по-късно – съпруг на Хърмаяни Грейнджър, от която има две деца – Роуз и Хюго. Помага на Хари в търсенето на хоркруксите и даровете на смъртта и лично унищожава един от тях медальонът  хоркрукс, а чашата дава на Хърмаяни.
След време измисля заклинанието Викслинг – Причинява тотално поражение на противника, като го цели в ребрата.

## Джини Уизли
Сестра на Рон, близка приятелка на Хърмаяни, гадже и по-късно съпруга на Хари Потър. От Хари има три деца – Джеймс Сириус, Албус Сивириъс и Лили Луна.
Тя е най-малката в семейството. Единствената дъщеря на Артър и Моли Уизли. Още щом се запознава с Хари започва да го обича. Във втората книга е обсебена от Лорд Волдемор, но Хари я спасява.

## Фред и Джордж Уизли
Братя-близнаци, отварят шегобийница, приятели на Хари и деца на Моли и Артър Уизли. Участвайки в битката за Хогуортс, Фред е убит.
Джордж се жени за бившата приятелка на Фред Анджелина Джонсън и тя му ражда две деца – Фред и Роксан.

## Пърси, Бил и Чарли
Най-големите деца на семейство Уизли. Пърси работи в министерството на магията, като по-късно напуска, Чарли работи в резерват за дракони в Румъния, а Бил – в магьосническата банка Гринготс.
Пърси се жени за жена на име Одри, от която има две дъщери – Моли и Луси.
Бил се жени за Фльор Делакор на 01.08.1997 и имат три деца – Виктоар, Доминик и единственото момче Луис.
Чарли остава ерген – просто прекалено много обича животните.